# José Luis Fernández (gimnasta)
José Luis Fernández Menéndez (n. 6 de marzo de 1982; Gijón, Asturias) es un ex gimnasta artístico español. Formó parte de la selección nacional de gimnasia artística de España, logrando varias medallas internacionales. Está casado con la gimnasta rítmica Lorena Guréndez.

## Biografía deportiva
Perteneciente al CG Nuberu y al RGGC Covadonga de Gijón y siendo entrenado por José Luis González (Uli) y Benjamín Bango, pasó posteriormente a formar parte de la selección nacional de gimnasia artística de España. En 2000, en el Campeonato de España Júnior en Almería fue plata en la general, oro en suelo, bronce en caballo con arcos, bronce en anillas, bronce en salto, plata en paralelas y oro en barra fija. Ese mismo año fue plata en anillas y barra fija en el Campeonato Europeo Júnior de Bremen, donde fue además 6.º por equipos y en la general. Fue gimnasta reserva en los Juegos Olímpicos de Sídney 2000. En 2001, en el Campeonato de España celebrado en Móstoles fue bronce en la general, tras Alejandro Barrenechea (oro) y Manuel Carballo (plata). Para 2002 en el encuentro internacional España - Grecia de Las Rozas de Madrid fue plata por equipos y 8.º en la general, y en el encuentro España - Italia de Torrente, bronce por equipos. Ese mismo año, en el Campeonato de España celebrado en Vitoria volvió a ser bronce en la general, superado por Alejandro Barrenechea (oro) y Saúl Cofiño (plata), y empatado con Javier Carballo. Además, fue plata en caballo con arcos, plata en paralelas y bronce en barra fija. En 2003, en la Copa del Mundo de Cottbus fue 36.º en suelo, 15.º en caballo con arcos y 15.º en barras paralelas. En la Copa de España de Málaga fue 6.º en la general, y en el encuentro España - Italia de Ponferrada, logró el oro por equipos y el bronce en la general. En el Campeonato de España de ese año, fue plata tanto en suelo como en caballo con arcos.
En 2007 fue 4.º en caballo con arcos en la Copa del Mundo de Gante. Ese mismo año, en el Campeonato de España celebrado en Tafalla, volvió a ser bronce en la general, esta vez tras Manuel Carballo (oro) e Iván San Miguel (plata). Poco después fue uno de los convocados por el seleccionador Álvaro Montesinos para el Mundial de Stuttgart. En diciembre consiguió la 16.ª posición de la general en el preolímpico de Pekín. Se retiró en 2008.

## Vida personal
El 27 de julio de 2013 se casó con la ex gimnasta rítmica Lorena Guréndez, oro olímpico en Atlanta 1996 y bicampeona del mundo. En la actualidad se encuentra trabajando como Jefe de Área de servicio en Andamur, y en el centro de fisioterapia y nutrición Ciento80º, el cual regenta en Vitoria junto a Lorena.